# شوكة حرقفية
الشوكة الحرقفية (بالإنجليزية: Iliac spine)‏ هي نتوءٌ عظمي تبرزُ من عظم الحرقفة الموجود ضمنَ الحوض، وهُناك أربعُ شوكاتٍ حُرقفية، وهي:
- شوكة حرقفية أمامية علوية
- شوكة حرقفية أمامية سفلية
- شوكة حرقفية خلفية علوية
- شوكة حرقفية خلفية سفلية